# Нубийски козодой
Нубийски козодой (Caprimulgus nubicus) е вид птица от семейство Caprimulgidae.

## Разпространение и местообитание
Разпространен е в Джибути, Египет, Еритрея, Етиопия, Йемен, Израел, Йордания, Кения, Саудитска Арабия, Сомалия и Судан.